# Tongkonan

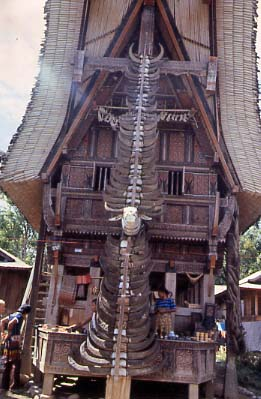
Un tongkonan avec ses décorations murales colorées.

Tongkonan est le nom de la maison ancestrale traditionnelle (« rumah adat ») du peuple Toraja, au Sulawesi, en Indonésie. Le tongkonan possède un toit en forme de bateau caractéristique. Elle est faite en Bambou, pour resister un maximum à la pluie.  
Comme c'est le cas la plupart du temps dans l'architecture indonésienne traditionnelle d'origine austronésienne, les tongkonan sont construits sur pilotis. La construction d'un tongkonan représente un gros travail, et on fait généralement appel pour cela à tous les membres de la famille. Dans la société toraja originelle, seuls les nobles avaient le droit de construire des tongkonan ; les roturiers vivaient dans des demeures plus petites et moins décorées, appelées banua. 

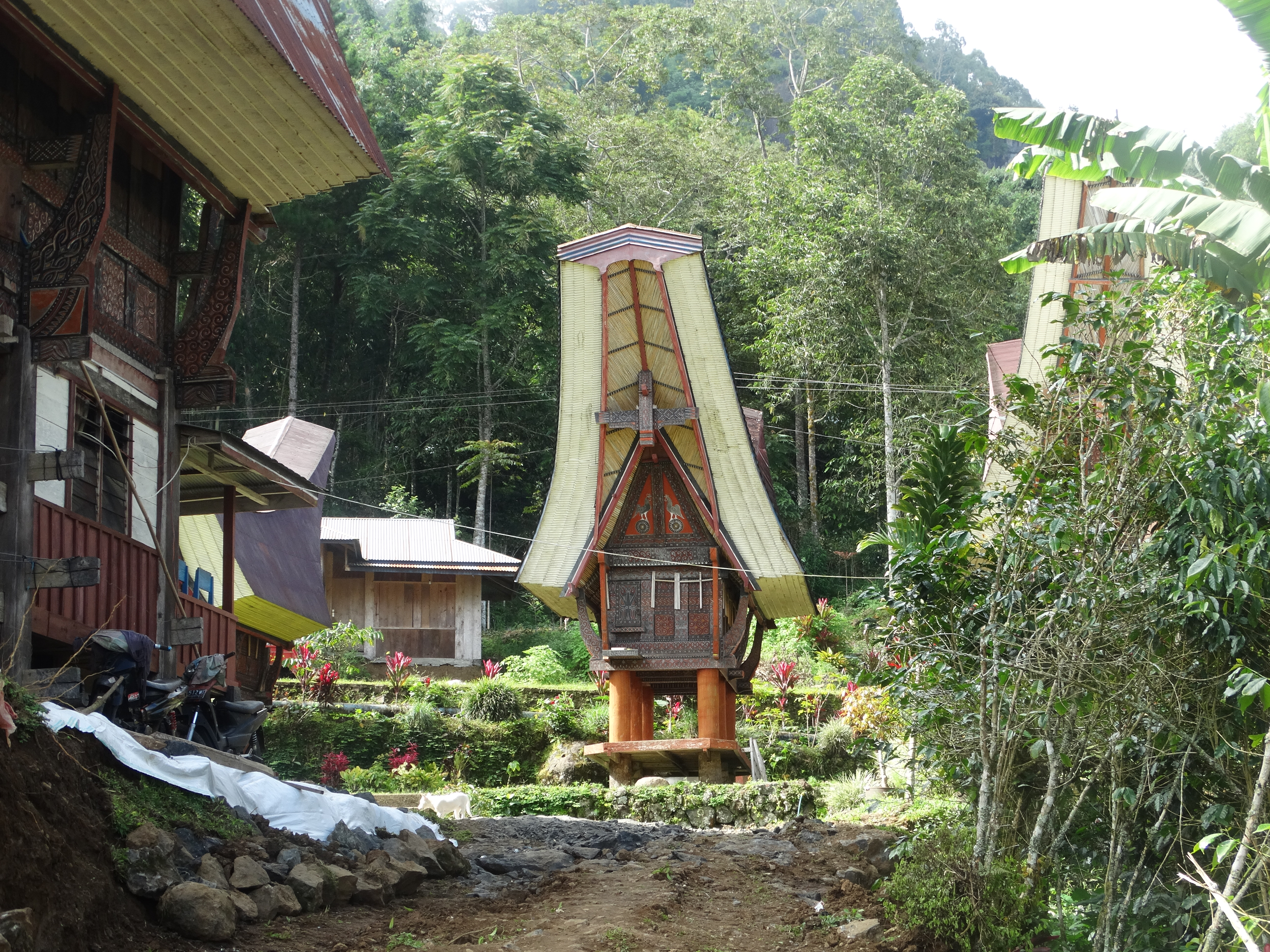
Un Tongkonan dans un village Toraja près de Rantepao, Sulawesi